# Крістіна Пелакова
Крістіна Пелакова (словац. Kristína Peláková, сценічне ім'я Kristina; 20 серпня 1987, Свидник, Чехословаччина) — словацька співачка, учасниця міжнародного конкурсу Євробачення 2010 від Словаччини.

## Біографія
З раннього дитинства вона любила музику і спів, дев'ять років навчалася гри на фортепіано, потім вступила на факультет музики і театру в консерваторії Кошиць і зустрілася з продюсером Мартіном Кавуличем. 19 липня 2007 року вона випустила перший сингл «Som tvoja», записаний разом з репером Опака з братиславської групи A.M.O. Відомою стала після виконання композиції «Vráť mi tie hviezdy» Беати Дубасова. Перший альбом «Ešte Váham» вийшов 11 листопада і був презентований 18 листопада в братиславському клубі ROUTE 69.
У 2009 році Крістіна стала відомою не тільки в рідній Словаччині, а й за її межами, завдяки композиції «Stonka» (Стебло). 2010 року Крістіна здобула право на участь в конкурсі пісні Євробачення, однак з піснею Horehronie не вийшла в фінал конкурсу. 2011 року вона і її продюсер Мартін Кавулич отримали право записати гімн до чемпіонату світу з хокею 2011 року в Словаччині. Спочатку була написана пісня «Hej Slovensko», але вона не була визнана офіційною. Тоді 18 березня було представлена пісня «Life is a Game», яка була визнана офіційним гімном.
На початку листопада 2011 року Крістіна стала переможницею в номінації «Співачка року» за версією відвідувачів сайту чеського телеканалу «Óčko». Крістіна посіла четверте місце в голосуванні на чеську премію «Slávik» в номінації «Slavíci bez hranic» — найкращий словацький виконавець в Чехії. Сама Крістіна прагне бути схожою на Брітні Спірс, Бейонсе, Крістіну Агілеру.

## Дискографія
| Альбоми                         |
| ------------------------------- |
| ….ešte váham (2008)             |
| V sieti ťa mám (2010)           |
| Na slnečnej strane sveta (2012) |

| Сингли                  |
| ----------------------- |
| Som Tvoja               |
| Zmrzlina                |
| Vráť Mi Tie Hviezdy '08 |
| Stonka                  |
| Horehronie              |
| Pri Oltári              |
| Ešte Váham              |
| Vianočná Nálada         |
| V Sieti Ťa Mám          |